# Trick med speglar (film)
Trick med speglar (engelska: Murder with Mirrors) är en brittisk-amerikansk TV-film från 1985 med Helen Hayes och Bette Davis i huvudrollerna. Den är baserad på Agatha Christies roman Trick med speglar. Romanen har dramatiserats i två separata TV-serier: Miss Marple och Agatha Christies Marple. De använde båda romanens brittiska originaltitel.

## Titeln
Agatha Christie publicerade sin roman 1952 med den engelska titeln They Do It With Mirrors men när romanen skulle lanseras i USA samma år ansågs titeln moraliskt tvetydig för den amerikansk publiken, som inte kände till den slangbetonade innebörden av miss Marples ord "de gör det med speglar": termen för illusioner av trollkarlar och av en scenografi. Det är tanken på det som får henne att se händelserna på ett nytt sätt kvällen för det första mordet. Det amerikanska bokförlaget befarade att amerikanarna kunde få idén att It var lika med sex och ändrade därför titeln till den mer våldsbetonade Murder with Mirrors.

## Handling
(för en mer utförlig handling, se Trick med speglar)
Miss Marple återförenas med sin barndomsvän Carrie Louise Serrocold på hennes herrgård på landet. Marples advokat Christian Gulbranson övertalar henne att besöka hans styvmor Carrie Louises egendom. Hennes hängivne make Lewis har förvandlat herrgården Stonygates till ett rehabiliteringshem för unga kriminella. Han anförtror sig till Marple och misstänker att någon förgiftar Carrie med arsenik. Efter att Christian dött är en mördare på fri fot i ett hus fullt av misstänkta.

## Rollista
- Helen Hayes som Miss Marple

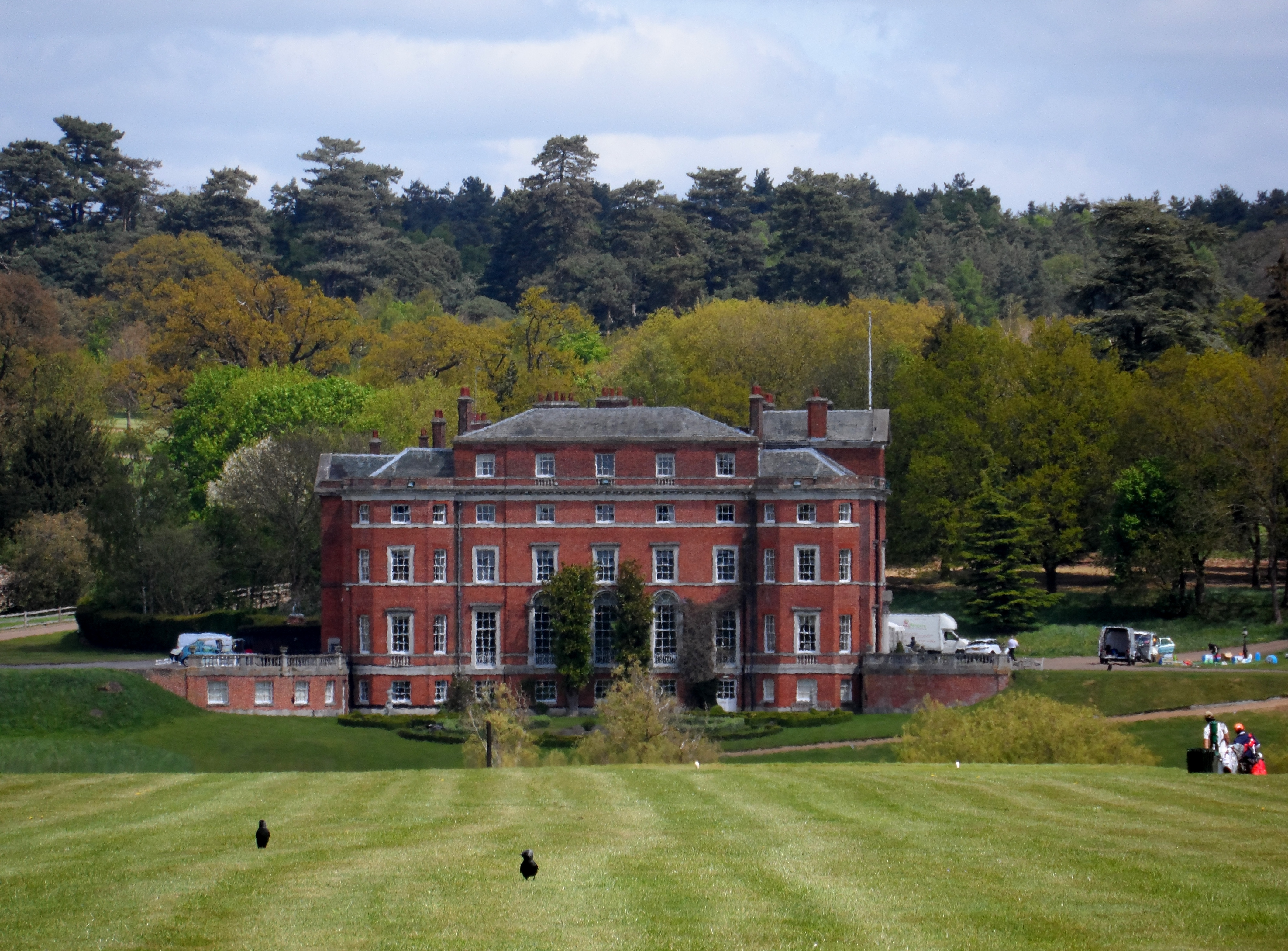
Brocket Hall

- Bette Davis som Carrie Louise Serrocold
- John Mills som Lewis Serrocold
- Leo McKern som polisinspektör Curry
- Liane Langland som Gina Markham
- John Laughlin as Wally Markham
- Dorothy Tutin som Mildred Strete
- Anton Rodgers som Dr. Max Hargrove
- Frances de la Tour som Miss Bellaver
- John Woodvine som Christian Gulbranson
- James Coombes som Steven Restarick
- Tim Roth som Edgar Lawson

## Produktion
Filmen spelades in helt och hållet i England. Brocket Hall i Hertfordshire presenteras som Stonygates. Flera platser i London kan ses, som Carlton House Terrace, Trafalgar Square och Westminster Bridge. Turville, Seer Green och Skirmett, alla i Buckinghamshire användes för filmen.

## Trivia
- Trots att Bette Davis verkar och ser ut att vara allvarligt sjuk genom hela filmen gjorde hon ytterligare tre filmer. Det visade sig dock bli Helen Hayes sista film: hon var 85 år vid tillfället och avled sju år senare.
- I likhet med den upplevelse som Celeste Holm hade med Bette Davis i All About Eve (1950), sa Helen Hayes "God morgon" till Davis under inspelningen, vilket Bette Davis ignorerade. En andra gång med några av skådespelarna närvarande, försökte Hayes återigen säga "Hej" och vinkade lätt till Davis, varpå Davis fräste "Vad var det där för något?" Hayes sa: "Åh, jag sa god morgon till dig", varpå Davis snäste tillbaka: "Du har redan gjort det!"[4]
- Första filmen som Bette Davis gjorde efter sin mastektomi och stroke.
- När hon fick veta att hon skulle arbeta med Helen Hayes sa Bette Davis dotter Barbara Merris: "Åh, mamma, du ska arbeta med Helen Hayes, scenens första dam." Davis svarade: "Scenens första dam? Jag är scenens första dam!"[4]